# Hill Special Operations Knife
De Hill Knives SOK is het huidige gevechtsmes van het Korps Commandotroepen (KCT). Het mes is 320 mm lang en weegt 340 g.

## Geschiedenis en technologie
Het Special Operations Knife (SOK) is speciaal ontworpen en gefabriceerd door Hillknives Holland voor het Korps Commandotroepen. Door de instroom van de Diemaco in de jaren 90 bestond er volgens Defensie geen behoefte aan een apart mes. Het geweer werd geleverd met een Buck M9-bajonet dat door de KL "all-purpose mes" werd genoemd. Het KCT voelde echter behoefte aan een overlevingmes dat beter aan hun behoeften voldeed.
De fabrikant ontwikkelde in samenspraak met specialisten van het KCT een prototype van het SOK. Het KCT voerde vergelijkende tests uit met het mes en de Diemaco-bajonet. Er werd onder andere mee gegooid en gegraven en takken en prikkeldraad mee doormidden geslagen. Het SOK bleef daarbij heel en scherp, de bajonet raakte bot en beschadigd.
In augustus 1997 werden 300 messen besteld en halverwege 1998 waren alle messen geleverd. Defensie sloot ook een service- en onderhoudscontract. Toen het KCT in 1998 uitgebreid werd, werd een nabestelling geplaatst, zodat iedere commando zijn eigen mes had.
Er zijn twee typen gemaakt: een overlevingsmes met een lemmet dat aan de voorkant breder is en een gevechtsmes met een spitsere punt.

### Lemmet
Het lemmet is gemaakt van N690Co DIN 1.4528-edelstaal van de Oostenrijkse firma Böhler. Het is vacuümgehard en heeft een rockwellhardheid van 59 HR. De dikte van het lemmet bedraagt 5 mm en de lengte 190 mm. Het lemmet is donkergrijs gecoat met titaniumcarbide (TiC), een hard keramisch materiaal.

### Heft
De greepplaten van het heft zijn gemaakt van groen polycarbonaat-ABS. Het heft heeft geen vingergroeven. De greepplaten zijn met twee rvs-schroeven en twee rvs-pennen aan het lemmet bevestigd. Aan de bovenzijde van het heft is een vetergat aangebracht.

### Foedraal
Het foedraal bestaat uit twee delen: de schede en het draagelement. De schede is evenals het heft gemaakt van groen polycarbonaat-ABS. Aan het uiteinde zit een verend gedeelte dat ervoor zorgt dat het mes er niet uit valt. Op de schede is een tasje bevestigd voor onderhoudsmiddelen zoals een slijpsteen. Het draagelement is gemaakt van cordura en wordt gebruikt om de schede en het mes te bevestigen aan een koppelriem, tactisch vest of draagsysteem. Een riempje met drukknoop dient als extra bevestiging voor het mes. In het foedraal is het mes links, rechts en op de kop draagbaar.

## Luchtmacht
- Naar aanleiding van de ervaringen met het mes schafte Defensie voor personeel van de Koninklijke Luchtmacht bij dezelfde fabrikant 50 stuks van het Breakoutmes Model 42G Klu-1 aan.[3]